# Arena de Polo Aquático
A Arena de Polo Aquático (Water Polo Arena) é uma das infraestruturas dos Jogos Olímpicos de 2012, realizados em Londres entre 27 de julho e 12 de agosto de 2012. Está situada no canto sudeste do Parque Olímpico de Londres, tal como o Centro Aquático, e no lado oposto do Estádio Olímpico, na margem oposta do rio Waterworks.
A construção da estrutura temporária começou na Primavera de 2011. Durante as Olimpíadas, a arena de 5000 lugares sentados irá acolher os eventos de polo aquático masculinos e femininos, e tem uma piscina de aquecimento e uma piscina de competição de 37m.
O Centro Aquático e a Arena de Polo Aquático são adjacentes, numa das áreas mais compactas do parque. Para fazer o melhor uso do espaço disponível, algumas infraestruturas de "bastidores", como o espaço para os transmissores, catering e segurança serão partilhadas pelos dois edifícios.
Sendo a primeira infraestrutura propositadamente construída para o polo aquático para uns Jogos Olímpicos, a estrutura será retirada após os jogos. Elementos da infraestrutura deverão ser reutilizados ou reposicionados noutro loca.